# Cathédrale Christ Church de Waterford
Cette  cathédrale n’est pas la seule cathédrale Christ Church.
La cathédrale Christ Church de Waterford est une cathédrale anglicane irlandaise. Elle est le siège du diocèse anglican de Waterford, inclus depuis dans le diocèse de Cashel et Ossory.

## Histoire
La première église à cet emplacement est construite au XIe siècle. Elle est remplacée en 1210 par une cathédrale gothique. Au cours du XVIIIe siècle, les paroissiens recommandent à l’évêque d’ériger une nouvelle église. L’architecte en sera John Roberts, déjà à l’origine d’un grand nombre de bâtiments géorgiens à Waterford.
Durant la démolition de l’ancienne cathédrale, en 1773, une série importante de paramentiques médiévaux est découverte. Ils sont offerts par l’évêque anglican d’alors, Richard Chenevix, à son homologue catholique, Peter Creagh, et sont maintenant conservés dans la cathédrale catholique de la ville.

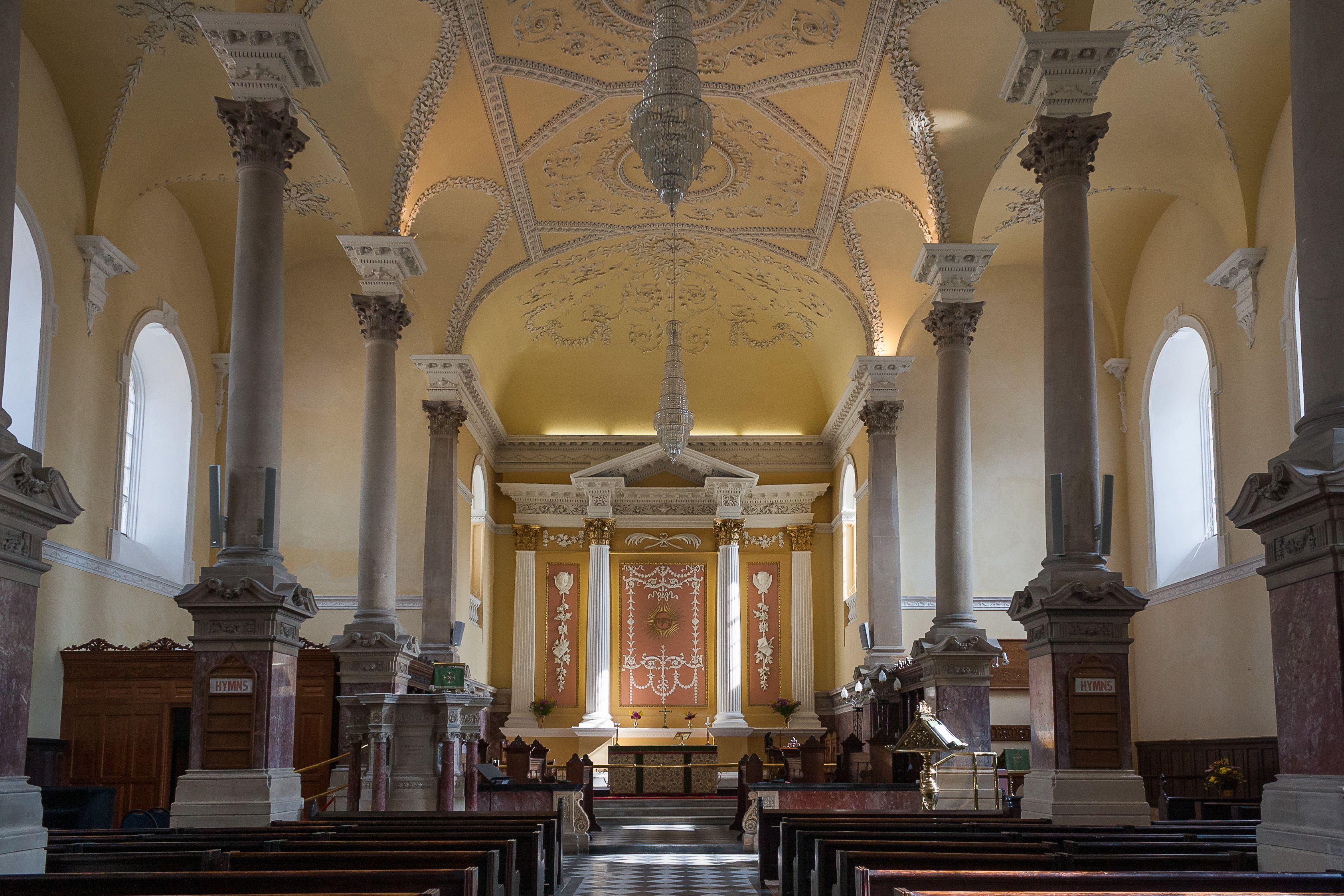
L'intérieur de la cathédrale.